# 橋本喜夫
橋本 喜夫（はしもと よしお、 1957年7月21日- ）は日本の俳人、皮膚科医。北海道旭川市在住。俳句結社「雪華」主宰。　現代俳句協会、俳人協会会員。北海道新聞「日曜文芸」の俳句選者を務める。北海道新聞俳句賞選考委員。

## 来歴
北海道浜中町霧多布に生まれる。1983年に旭川医科大学を卒業した。
1998年に「雪華」、1999年に「銀化」にそれぞれ入会した。
2003年、「やぶくすし」50句で第5回俳句界賞を受賞する。
2005年、句集『白面』を刊行し、同書にて第26回鮫島賞、加美俳句大賞スウェーデン賞、第7回北北海道現代俳句協会賞を受賞した。　
2016年、「雪華」主宰を継承する。
2020年、句集『潛伏期』を刊行し、同書にて第35回北海道新聞俳句賞を受賞した。
2023年、名句の鑑賞をまとめた『いのちの俳句鑑賞』を書肆アルスより刊行。

## 著書
- 句集『白面』文學の森、2005年
- 句集『潛伏期』書肆アルス、2020年
- 『いのちの俳句鑑賞』書肆アルス、2023年